# Ashton Lever
Ashton Lever (Alkrington, Middleton, 5 de março de 1729 – 28 de janeiro de 1788) foi um colecionador de objetos naturais inglês.

## Biografia
Lever nasceu em 1729 em Alkrington. Em 1735, Sir James Darcy Lever, seu pai, serviu como Alto Xerife de Lancashire.
Lever começou por recolher conchas do mar por volta de 1760, e gradualmente acumulou uma das mais ricas coleções particulares de objetos naturais, incluindo animais vivos. Ele abriu sua coleção ao público em abril de 1766, em Manchester, movendo o museu para a casa de sua família em Alkrington Hall, perto de Rochdale, Lancashire, em 1771. No mesmo ano ele fundou o Archers' Hall, Inner Circle, Regent's Park, Londres para a Archers' Company da Honourable Artillery Company. Em 1774, Lever se mudou para Londres, e no ano seguinte o seu Holophusicon foi aberto ao público em Leicester Square. Capitão James Cook ficou impressionado com a coleção de Lever, e doou objetos de suas próprias viagens para o museu.
Lever continuou a comprar itens até que faliu, naquela altura a coleção continha 28 mil exemplares. Tanto o Museu Britânico e da imperatriz da Rússia se recusou a comprá-lo, então o material foi rifado: 8 mil bilhetes foram vendidos a um guinéu cada um. O vencedor, James Parkinson, depois colocou a coleção em leilão em 1806, quando os maiores compradores foram o naturalista britânico Edward Donovan e Leopold von Fichtel, oferecendo em nome do Museu Imperial de Viena. Os compradores incluíram o conde de Derby e William Bullock, que tinha uma grande coleção privada.
A coleção de Lever foi catalogada por George Shaw.
Foi eleito membro da Royal Society em 1773.